# Heiner Geißler
Heiner Geißler (ur. 3 marca 1930 w Oberndorf am Neckar, zm. 11 września 2017 w Gleisweiler) – niemiecki polityk, prawnik i publicysta, poseł do Bundestagu, w latach 1982–1985 minister ds. młodzieży, rodziny i zdrowia, sekretarz generalny Unii Chrześcijańsko-Demokratycznej w latach 1977–1989.

## Życiorys
W 1949 ukończył szkołę średnią w St. Blasien. Następnie do 1957 studiował prawo i filozofię na uniwersytetach w Monachium i Tybindze. Zdał państwowe egzaminy prawnicze I oraz II stopnia (odpowiednio w 1957 i 1962), a także doktoryzował się w dziedzinie prawa w 1960 na Uniwersytecie w Tybindze. W 1962 został sędzią w sądzie w Stuttgarcie. Jeszcze w tym samym roku przeszedł do pracy w ministerstwie pracy i spraw społecznych Badenii-Wirtembergii, gdzie zajmował stanowisko kierownika biura.
Dołączył do CDU oraz jej organizacji Junge Union, którą w latach 1961–1965 kierował na poziomie landu. W 1965 po raz pierwszy uzyskał mandat deputowanego do Bundestagu, który wykonywał przez dwa lata. W 1967 został powołany na ministra spraw społecznych, zdrowia i sportu w rządzie Nadrenii-Palatynatu. Od 1971 do 1979 był posłem do landtagu tego kraju związkowego. Funkcję ministerialną pełnił do 1977, kiedy to wybrany został na sekretarza generalnego CDU. Wcześniej od 1974 wchodził w skład zarządu federalnego partii. W latach 1977–1980 pełnił również funkcję wiceprzewodniczącego Międzynarodówki Centrowych Demokratów.
W 1980 został wybrany ponownie do Bundestagu. Mandat deputowanego do niższej izby niemieckiego parlamentu utrzymywał do 2002, kiedy to nie wystartował w kolejnych wyborach. W październiku 1982 został powołany na ministra młodzieży, rodziny i zdrowia w rządzie Helmuta Kohla. Utrzymał tę funkcję również w jego drugim gabinecie, pełniąc ją do września 1985. W 1989 odszedł z funkcji sekretarza generalnego chadeków, po czym do 2000 pozostawał w zarządzie federalnym CDU. W latach 1991–1998 był wiceprzewodniczącym frakcji CDU/CSU w Bundestagu. Od 1997 brał udział jako mediator w rozwiązywaniu różnych protestów społecznych, np. konfliktu związanego z planem rozwoju i rozbudowy sieci transportu w Badenii-Wirtembergii (tzw. Stuttgart 21) w 2011.
Był żonaty z Susanne z domu Thunack, miał trzech synów. Uprawiał paralotniarstwo i wspinaczkę górską. Zajmował się również działalnością publicystyczną. W ostatnich latach życia deklarował się jako krytyk globalizacji i zwolennik działań międzynarodowego ruchu ATTAC.
Pochowany na cmentarzu w Gleisweiler. Był odznaczony m.in. Orderem Zasługi Badenii-Wirtembergii.